# Stazione di Cattolica-San Giovanni-Gabicce
La stazione di Cattolica-San Giovanni-Gabicce è uno scalo ferroviario viaggiatori e merci della linea ferroviaria Bologna-Ancona, ubicato sul territorio di Cattolica (RN).

## Storia
La stazione venne edificata nell'ambito dei lavori di costruzione dell'asse ferroviario Bologna-Ancona ed entrò in esercizio in concomitanza con l'apertura ufficiale della tratta di 93 km Rimini-Falconara Marittima-Ancona, avvenuta il 17 novembre 1861, inaugurata dieci giorni prima dal passaggio di Vittorio Emanuele II diretto con la sua corte sino al nodo terminale di Ancona. Con tale inaugurazione si attuava il definitivo collegamento ferroviario tra Bologna e le località della Riviera adriatica.
L'intera struttura ferroviaria venne gestita inizialmente dalla concessionaria Società generale delle strade ferrate romane, ma dopo il riordino delle ferrovie previsto dalla legge del 14 maggio 1865, n. 2279 fu affidata dallo Stato alla Società per le strade ferrate romane, per passare dopo pochi anni, a seguito della crisi di quest'ultima, alla Società Italiana per le strade ferrate meridionali che la mantenne fino alla statalizzazione delle ferrovie attuata del 1905.
La stazione inizialmente era denominata "Cattolica-San Giovanni" (Cattolica rimase una frazione del comune di San Giovanni in Marignano fino al 1896); dal 1950 ha assunto la nuova denominazione di "Cattolica-San Giovanni-Gabicce" diventando scalo anche del comune marchigiano di Gabicce Mare.

## Strutture e impianti
La stazione dispone di tre binari.
L'impianto è servito solo da treni regionali nel periodo invernale mentre nel periodo estivo effettuano servizio di fermata nella stazione anche treni InterCity e Frecciarossa. Nella stagione estiva è anche fermata dei treni "Orobic Line".
La stazione è priva di capostazione ed è gestita in telecomando dal Dirigente Centrale Operativo (DCO) di stazione di Pescara.

## Movimento
La stazione è servita da treni regionali svolti da Trenitalia Tper e Trenitalia nell'ambito del contratto di servizio stipulato con la regione Emilia-Romagna e le Marche.
A novembre 2019, la stazione risultava frequentata da un traffico giornaliero medio di circa 1 639 persone (822 saliti + 817 discesi).

## Servizi
La stazione è classificata da RFI nella categoria silver.
La stazione dispone di:
- Biglietteria automatica
- Bar
- Servizi igienici
- Sala di attesa